# Eatoniella obtusispira
Eatoniella obtusispira is een slakkensoort uit de familie van de Eatoniellidae. De wetenschappelijke naam van de soort is voor het eerst geldig gepubliceerd in 1955 door Powell.